# Modautal
Modautal er en kommune i landkreis Darmstadt-Dieburg i den tyske delstat Hessen. Den har navn efter floden Modau, der er en biflod til Rhinen. Modautal ligger i Odenwald cirka 15 km sydøst for Darmstadt.
- Wikimedia Commons har flere filer relateret til Modautal